# Ковентрі (повість)
Ковентрі (англ. Coventry) — науково-фантастична повість Роберта Гайнлайна. Входить до циклу творів «Історія майбутнього». Опублікована журналом Astounding Science Fiction в липні 1940. Назва твору походить від англійської ідіоми «Заслати в Ковентрі» — що означає піддати остракізму.

## Сюжет
Головного героя Девіда Мак-Кінона — романтичного ідеаліста засуджують за напад. Уряд пропонує всім засудженим або піддатись корекції психіки, або бути відправленим в район, відомий як «Ковентрі». Мак-Кінон вирішує вирушити у вигнання, щоб уникнути нудного надто цивілізованого суспільства. Він направляється на неконтрольовану урядом територію за межами «Бар'єру», що ізолює «Ковентрі» від решти світу. Туди заслані люди, які відмовляються виконувати соціальні норми та відмовляються від психотерапії. Мак-Кінон виявляє, що мирне анархічне суспільство, як він передбачав, насправді є похмурою антиутопією, розділеною на три окремі «країни»:
- Нова Америка — корумпована демократія з нефункціонуючою судовою системою, що лежить найближче до точки входження в Ковентрі, є найбільш густонаселеною;
- Вільна держава — абсолютна диктатура, керована «Визволителем» з ще жорсткішою пенітенціарною системою, часто воює із Новою Америкою;
- Ангели — залишки теократії з повісті «Якщо це триватиме...», на пагорбах на північ від Нової Америки, що управляються новим «Втіленим пророком».

Мак-Кінон потрапляє у в'язницю Нової Америки і втрачає все, що він приніс через «Бар'єр». Разом з новим знайомим Фейдером, він втікає з в'язниці. Він дізнається, що Нова Америка та Вільна держава поєднують сили, щоб атакувати зовнішню цивілізацію. Він і Фейдер поодинці вириваються з Ковентрі, щоб попередити країну про неминучу атаку. Мак-Кіннон дізнається, що Фейдер є агентом розвідки Сполучених Штатів, який працював всередині «Ковентрі». Героїчний вчинок Мак-Кінона повертає йому громадянство, суд більше не наполягає на психологічній терапії.